# دون ر. كلارك
دون ر. كلارك (بالإنجليزية: Don R. Clarke)‏ هو قسيس أمريكي، ولد في 11 ديسمبر 1945.